# Atepomaros
Atepomaros, auch Atepomarus, ist der Name eines altkeltischen Gottes oder Heros. Der Name setzt sich aus den gallischen Wörtern atepos („Pferd“) und maros („groß“) zusammen. 
Der Gott wird in zahlreichen Weiheinschriften aus dem Gebiet des römischen Galliens genannt. Eine bei Mauvières (Département Indre) im Gebiet der Bituriges (Provinz Gallia Aquitania) gefundene Weiheinschrift nennt den Namen des Gottes und dokumentiert seine Verehrung.
Atepomaros wurde nach der Interpretatio Romana dem römischen Mercurius gleichgesetzt. 
Nach römischer Überlieferung existierte eine keltische Sage, in der er mit seinem Gefährten Momoros vor einem gewissen Seroneus geflohen sein und als Schutz die Stadt Lugdunum (Lyon) erbaut haben soll.